# Theis F. Rasmussen
Theis Frydenlund Rasmussen (født 12. juli 1984), kendt som Theis F. Rasmussen, er en dansk tidligere fodboldspiller. 

## Karriere
Han startede sin karriere i 1. divisionsklubberne B.93 og Akademisk Boldklub. Han skiftede til 1. divisionsrivalerne Vejle Boldklub i 2005 og hjalp klubben med at rykke op i Superligaen. Vejle købte den erfarne målmand Jan Hoffmann, hvilket efterlod Rasmussen med markant mindre spilletid, hvorfor han forlod klubben i vinteren 2007. Han fortsatte sin karriere som amatør i BK Frem, men skiftede videre til Superligaklubben FC Nordsjælland i marts 2008.
Han forlod klubben i december 2008 for at søge mere spilletid andetsteds. Han skrev under med 1. divisionsklubben Kolding FC i januar 2009, men skader tvang ham til at stoppe i klubben i august 2009.

## Landsholdskarriere
Han har spillet seks kampe for Danmarks U/21-fodboldlandshold og var med til at spille holdet til U/21 Europamesterskabet i fodbold 2006.